# 비츠로시스
비츠로시스(Vitzrosys Co. Ltd.)는 대한민국의 자동제어시스템 기업이다.

## 역사
1989년 11월 한불자동화 주식회사로 설립되어 1991년 주식회사 광명제어로, 2000년 현재의 사명으로 변경하였다. 2023년 환경 전문기업 상림이엔지 지분 100%를 45억원에 인수하였다

## 참고 문헌
1. ↑  비츠로시스, ETRI 자율주행기술 이전받아, 헤럴드경제, 2023년 12월 21일
2. ↑  최양해, 비츠로시스 "국가 입찰사업 경쟁력 회복 총력", 딜사이트, 2022년 11월 15일
3. ↑  홍승우 , 비츠로시스, 의문의 120억 유증… 연구비 가뭄 속 인수 추진, 아주경제, 2023년 3월 26일